# Lee Hamilton
Lee Herbert Hamilton (Daytona Beach, 20 aprile 1931) è un politico statunitense, membro della Camera dei Rappresentanti per lo stato dell'Indiana dal 1965 al 1999.

## Biografia
Nato in Florida, Hamilton si trasferì nell'Indiana per motivi di studio e lì intraprese la carriera politica, aderendo al Partito Democratico.
Nel 1964 si candidò alla Camera dei Rappresentanti e venne eletto. Hamilton vi rimase per trentaquattro anni, divenendo uno dei deputati più in vista e arrivando a presiedere svariate commissioni come quella sugli affari esteri e quella sull'intelligence. Nel 1999 decise di ritirarsi dal Congresso ma continuò ad occuparsi di questioni politiche e sociali. Nel 2002 venne scelto per far parte della 9/11 Commission e ne fu vicepresidente.
Hamilton fu sposato con l'artista Nancy Ann Nelson fino alla morte della donna, avvenuta nel 2012 a causa di un incidente stradale.